# 다이애나 벨러미
다이애나 벨러미(영어: Diana Bellamy, 1943년 9월 19일 ~ 2001년 6월 17일)는 미국의 배우이다.
로스앤젤레스에서 태어났다.

## 출연 작품
- 에어 포스 원 (1997년)
- 디아볼릭 (1996년)
- 아웃브레이크 (1995년)
- 파워 특공대 (1994년)
- 창공의 여왕 (1994년)
- 크리터스 3 (1991년)
- 악령의 꽃 (1988년) - 그레이스 우즈 역
- 돌아오지 않는 KAL 007 (1988, Shootdown)
- 공포의 촉수 (1988년)
- 스트립 투 킬 (1987년)
- 데이트 소동 (1987년)
- 포춘 (1987년)
- 25만 달러를 찾아라! (1986년)
- 나의 사랑 쇼우퍼 (1986년)
- 특수 경관 콘돌 (1986년)
- 십자로 (1986년)

### 텔레비전
- 못말리는 번디 가족 (1987년)
- SOS 해상 구조대 (1989년)
- DC 택시 (1983년)